# Ньёль-сюр-Сёдр
Ньёль-сюр-Сёдр (фр. Nieulle-sur-Seudre) — коммуна во Франции, находится в регионе Пуату — Шаранта. Департамент коммуны — Приморская Шаранта. Входит в состав кантона Марен. Округ коммуны — Рошфор.
Код INSEE коммуны — 17265.

## Население
Население коммуны на 2010 год составляло 1127 человек.
| 1962 | 1968 | 1975 | 1982 | 1990 | 1999 | 2010 |
| ---- | ---- | ---- | ---- | ---- | ---- | ---- |
| 531  | 535  | 534  | 515  | 506  | 643  | 1127 |